# Boknafjord
Le Boknafjord est un fjord norvégien situé dans le comté de Rogaland, entre les villes de Stavanger et Haugesund. Il est partagé entre les municipalités de Kvitsøy, Rennesøy, Finnøy, Tysvær, Bokn et Karmøy.
Le tunnel sous-marin Rogfast, creusé sous le Boknafjord et le Kvitsøyfjord est en construction depuis 2018. Il aura alors environ 27 km de long et 392 m de profondeur et ce sera le tunnel routier sous-marin le plus long et le plus profond au monde. Le gouvernement norvégien espère le voir opérationnel en 2026. On s'attend à ce que son coût soit de 1,85 milliard d'euros.
Le Boknafjord est le lieu d'une bataille dans laquelle Erling Skjalgsson perd la vie en 1028.